# 462
Cette page concerne l'année 462  du calendrier julien. Pour l'année 462 av. J.-C., voir 462 av. J.-C. Pour le nombre 462, voir 462 (nombre).
L'année 462 est une année commune qui commence un lundi.

## Événements
- 2 septembre : incendie de Constantinople[1]. La statue chryséléphantine de Zeus, une des Sept Merveilles du monde, est détruite[2].
- Novembre : concile de Rome à propos du diocèse de Narbonne[3].
- Les Vandales ravagent l’Italie et la Sicile et se rendent maîtres de la Sardaigne[4].
- Les Wisigoths remettent le siège devant Arles ; le général romain Ægidius, qui ne reconnaît plus l’autorité de l’empereur d’Occident Libius Severus, parvient à débloquer la ville. Théodoric II, roi des Wisigoths, après son échec devant Arles, prend Narbonne, qui lui est livrée par le comte Agrippinus[4].
- Le général romain Marcellinus se révolte en Dalmatie où il se rend pratiquement indépendant jusqu'à sa mort en 468[4].
- Une ambassade de l'empereur d'Orient Léon auprès de Genséric obtient la délivrance d'Eudoxie, la veuve de Valentinien III, et de sa fille Placidie, captives depuis 455 ; Genséric continue de revendiquer les droits à l'empire de son fils Hunéric qui a épousé Eudocie, une autre fille de Valentinien III[4].

## Décès en 462
Carnet juillet 
- Licinia Eudoxia, impératrice romaine.